# Sam Hardy (canottiere)
Sam Hardy (Camperdown, 21 luglio 1995) è un canottiere australiano.

## Biografia
Ai mondiali di Ottensheim 2019 ha vinto il bronzo nel due senza con Joshua Hicks, terminando alle spalle dell'imbarcazione croata di Martin e Valent Sinković e a quella neozelandese di Thomas Murray e Michael Brake.
Ha rappresentato l'Australia ai Giochi olimpici estivi di Tokyo 2020 nel due senza, dove si è piazzato 10º con Joshua Hicks.
Ai mondiali di Račice 2022 ha conquistato il bronzo nell'otto, con Rohan Lavery, Nicholas Lavery, Henry Youl, Benjamin Canham, Angus Widdicombe, William O'Shannessy, Jackson Kench e Kendall Brodie.

## Palmarès
- Mondiali

Ottensheim 2019: bronzo nel 2 senza;
Račice 2022: bronzo nell'8;